# لوسيا دوس سانتوس

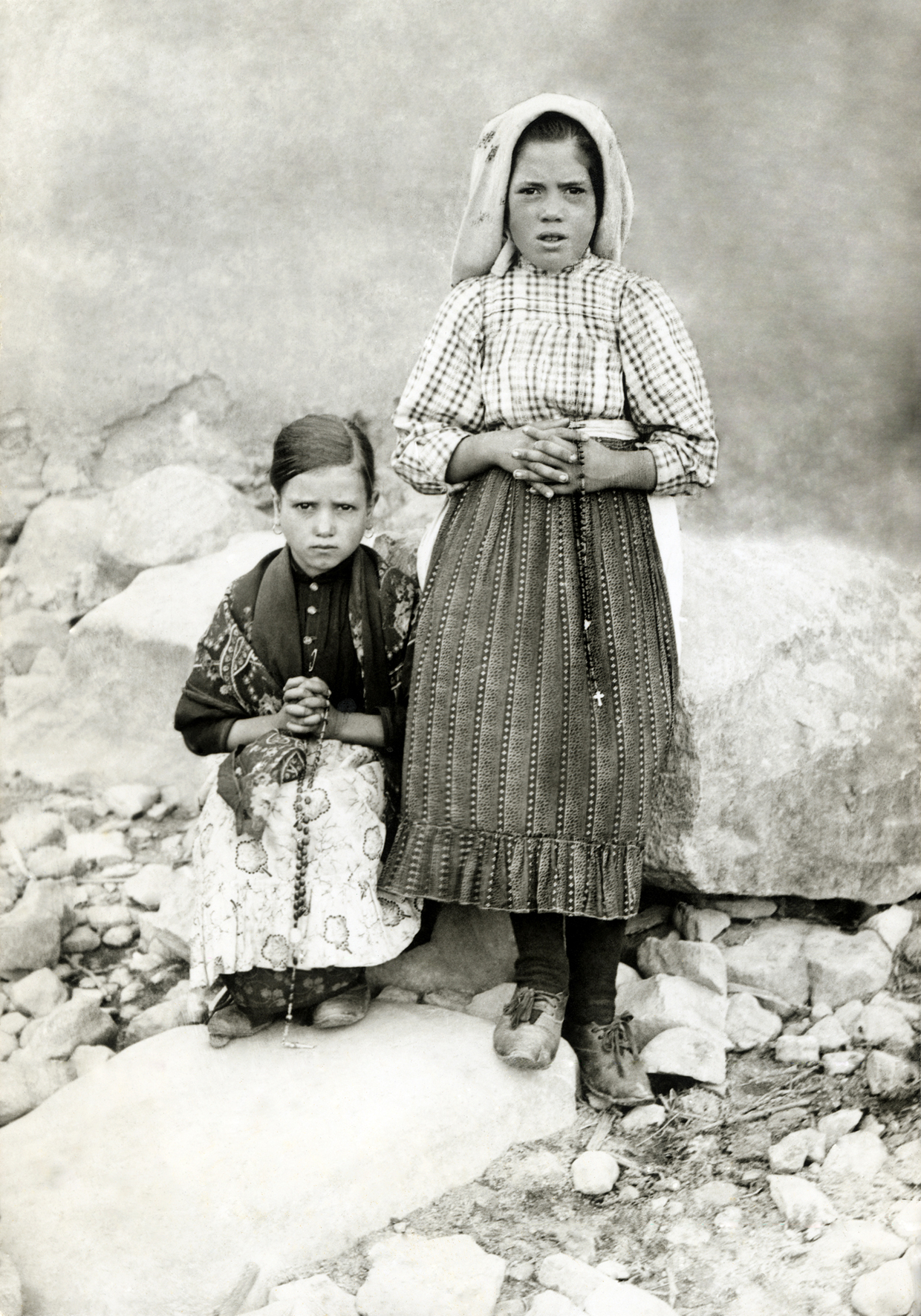

ولدت لوسيا دوس سانتوس يوم 22 من مارس عام 1907 في مدينة فاطمة بالبرتغال وماتت يوم 13 من فبراير عام 2005 بمدينة كويمبرة بالبرتغال. راهبة برتغالية، إذ كانت شاهدة على التجلي الملائكي للعذراء مريم بصحبة أبناء عمها جاسينطا وفرانسيسكو مارطو قرب مدينة فاطمة.
سمت نفسها الاخت لوسي، قبل أن تبتعد نهائيا عن العالم الخارجي معتكفة في دير القديسة تريزا بمدينة كويمبرة البرتغالية.

## روابط خارجية
- لوسيا دوس سانتوس على موقع الموسوعة البريطانية (الإنجليزية)